# Ray Dennis Steckler
Ray Dennis Steckler (Reading (Pennsylvania), 25 januari 1939 - Las Vegas (Nevada), 7 januari 2009) was een Amerikaans filmregisseur.
Steckler regisseerde in de jaren 1960 tot 1980 tal van lowbudgetfilms, die ondertussen de status van cultfilms hebben. Hij gebruikte verschillende pseudoniemen , onder meer Cash Flagg, Sven Christian, Sven Hellstrom, Harry Nixon, Michael J. Rogers, Michel J. Rogers, Wolfgang Schmidt, Cindy Lou Steckler, R.D. Steckler, Ray Steckler en Cindy Lou Sutters.
Eind jaren vijftig zat Steckler korte tijd in het Amerikaans leger. Vervolgens ging hij in Los Angeles als filmmaker aan de slag. In 1962 maakte hij Wild Guitar, zijn eerste speelfilm. Het jaar daarop maakte hij met zijn echtgenote Carolyn Brandt in de hoofdrol de film Cabaret of the Zombies. Naast zijn bezigheden als filmregisseur maakte hij ook een aantal muziekvideo's, zoals White Rabbit van Jefferson Airplane, en werkte hij samen met muzikanten als Todd Rundgren en Janis Joplin.
In de jaren zeventig en begin jaren tachtig was Steckler actief in de productie van pornofilms. In 1995 trok Steckler zich terug uit het filmvak en verkocht hij zijn productiefirma Mascot Video in Las Vegas aan de zakenman Dan Wayman.
Steckler overleed op 69-jarige leeftijd in zijn slaap.

## Filmografie (als regisseur)
- Goof on the Loose (1959) korfilm
- Wild Guitar (1962)
- The Incredibly Strange Creatures Who Stopped Living and Became Mixed-Up Zombies!!? (1964)
- The Thrill Killers (1964)
- The Lemon Grove Kids (1965) , deel in de film Lemon Grove Kids Meet the Monsters
- Rat Pfink a Boo Boo (1966)
- Sinthia, the Devil's Doll (1968) (als Sven Christian)
- Body Fever (1969)
- Sacrilege (1971) (als Michael J. Rogers)
- The Mad Love Life of a Hot Vampire (1971) (als Sven Christian)
- The Horny Vampire (1971)
- Blood Shack (1971) (als Wolfgang Schmidt)
- Sexual Satanic Awareness (1972)
- Triple Play (1974)
- Sexorcist Devil (1974) (als Sven Hellstrom)
- Perverted Passion (1974) (als Cindy Lou Sutters)
- Teenage Hustler (1975) (als Harry Nixon)
- Red Heat (1975)
- Teenage Dessert (1976) (als Cindy Lou Sutters)
- Sex Rink (1976) (als Cindy Lou Sutters)
- The Hollywood Strangler Meets the Skid Row Slasher (1979) (als Wolfgang Schmidt)
- Indian Lady (1981) (als Cindy Lou Steckler)
- Black Garters (1981) (als Cindy Lou Sutters)
- Debbie Does Las Vegas (1981) (als Cindy Lou Sutters)
- Weekend Cowgirls (1983) (als Cindy Lou Sutters)
- Plato's Retreat West (1983) (als Cindy Lou Sutters)
- Las Vegas Serial Killer (1986)
- War Cat (1987)
- Summer of Fun (1997)
- One More Time (in prodcution) (2008)
- The Strange Creatures 2"(2008)